# Unión Socialdemócrata de Macedonia
La Unión Socialdemócrata de Macedonia (en macedonio: Социјалдемократски сојуз на Македонија / Socijaldemokratski sojuz na Makedonija, SDSM) es un partido político de Macedonia del Norte.
Es el sucesor de la Liga de los Comunistas de Macedonia, partido que gobernó cuando Macedonia del Norte era parte de la República Federal Socialista de Yugoslavia, desde 1945 a 1990.
El actual líder del partido es Dimitar Kovacevski quien también se desempeña como primer ministro de Macedonia del Norte.
En las elecciones parlamentarias de Macedonia del Norte de 2020, el partido obtuvo 31 de los 120 escaños en la Asamblea de la República.

## Resultados electorales

### Elecciones presidenciales
|  | 78.39 % |

|  | 78.39 % |

|  | 46.84 % |

|  | 42.47 % |

|  | 62.57 % |

|  | 20.54 % |

|  | 36.86 % |

|  | 37.51 % |

|  | 41.14 % |

|  | 44.69 % |

|  | 53.59 % |

|  | 20.49 % |

|  | 30.99 % |

a En la candidatura Alianza por Macedonia.

## Elecciones parlamentarias
|  | 27.70 % |

|  | 53.52 % |

|  | 25.10 % |

|  | 41.40 % |

|  | 23.30 % |

|  | 23.64 % |

|  | 32.78 % |

|  | 26.22 % |

|  | 37.87 % |

|  | 35.89 % |

|  | 15.78 % |

a Como Liga de Comunistas de Macedonia–Partido para la Transformación Democrática.